# Sireuma
Sireuma nobile é uma espécie de milpés cavernícola descrita em 2014 pelos biológos Ana Sofia Reboleira e Henrik Enghoff.
Esta espécie é apenas conhecida do meio cavernícola do Alentejo, na zona do Alandroal, e é desprovida de olhos e de cor.